# 香港中華ガス

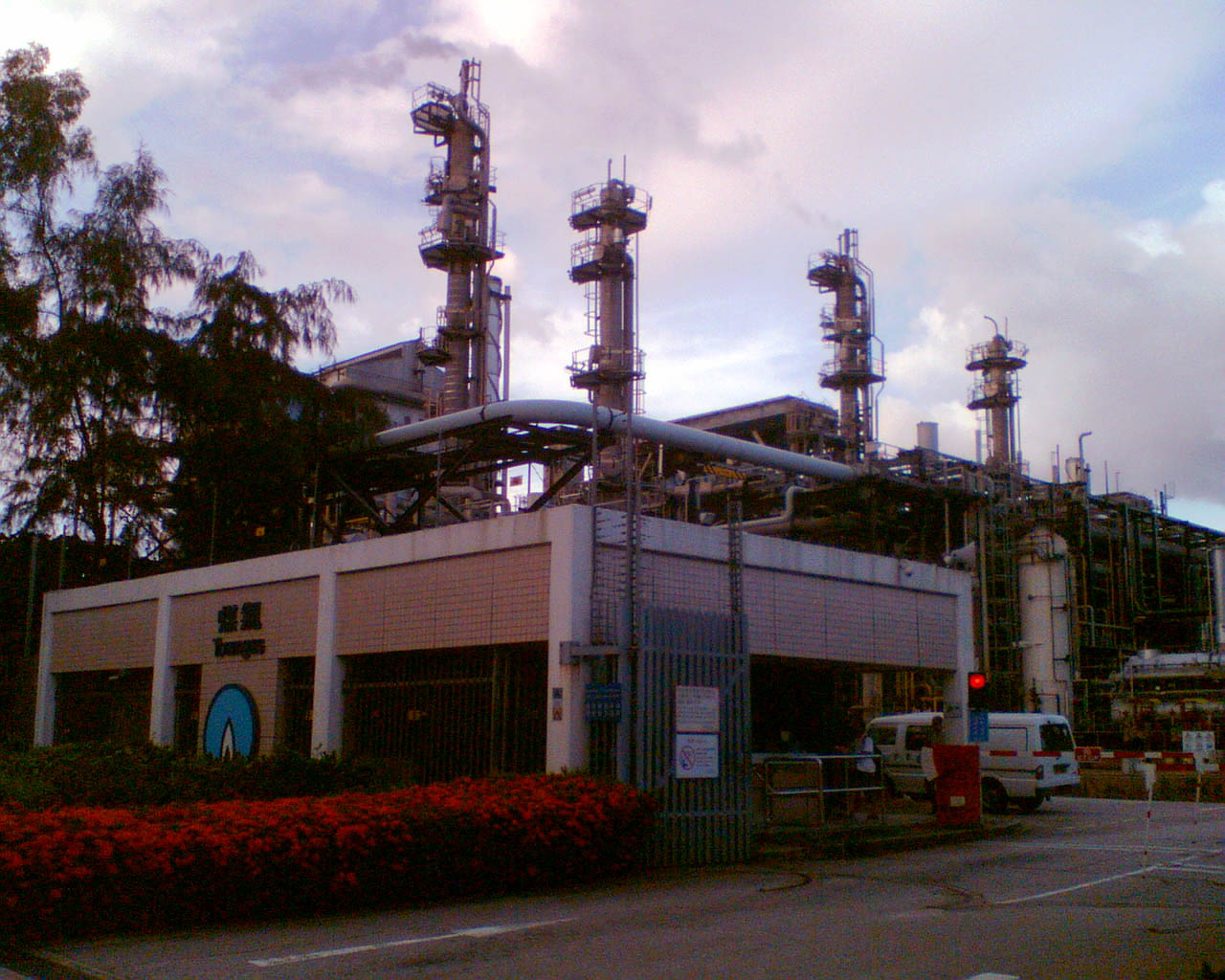
大埔工業邨における香港中華ガスのガス工場

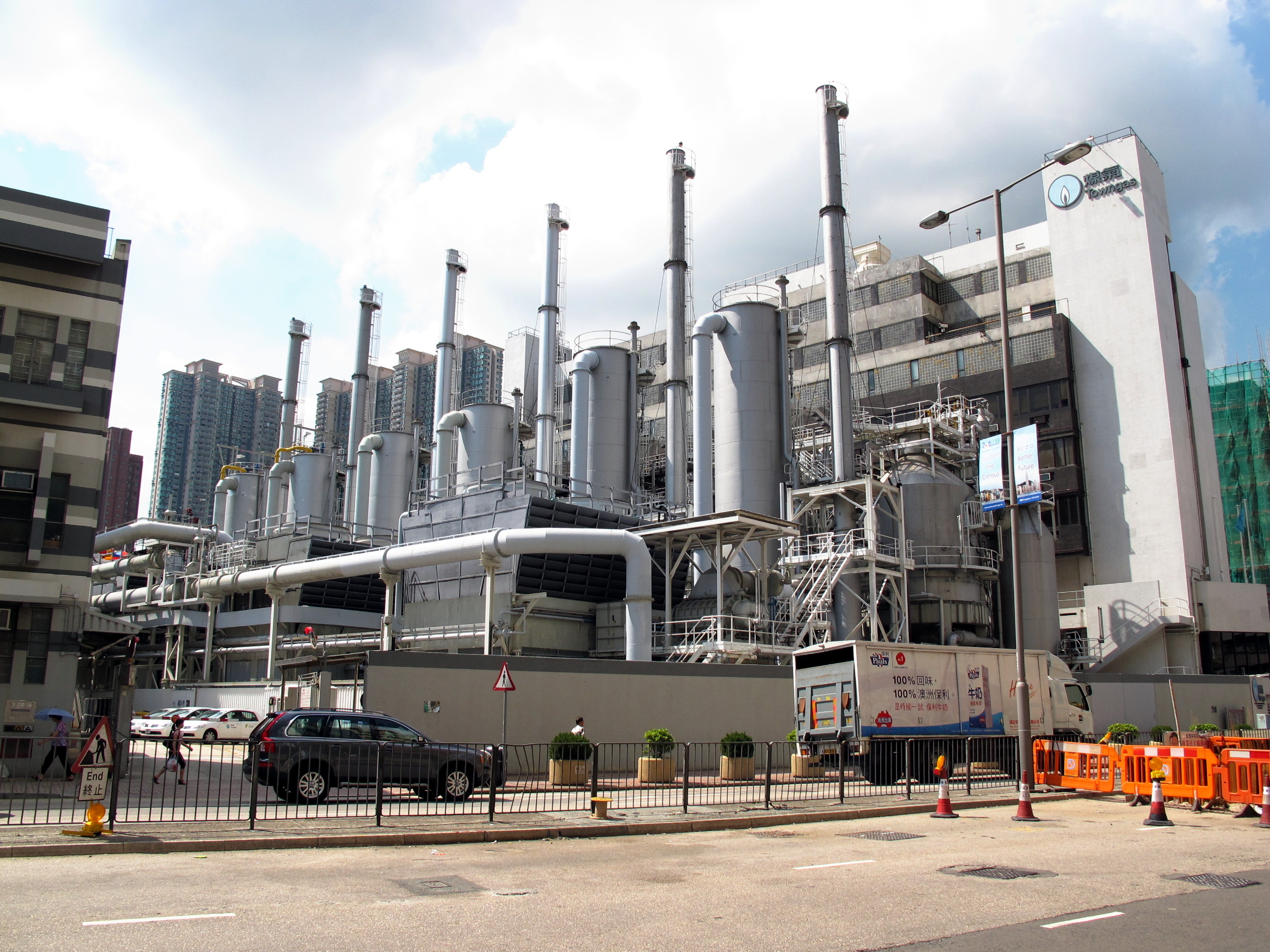
馬頭角におけるガス工場

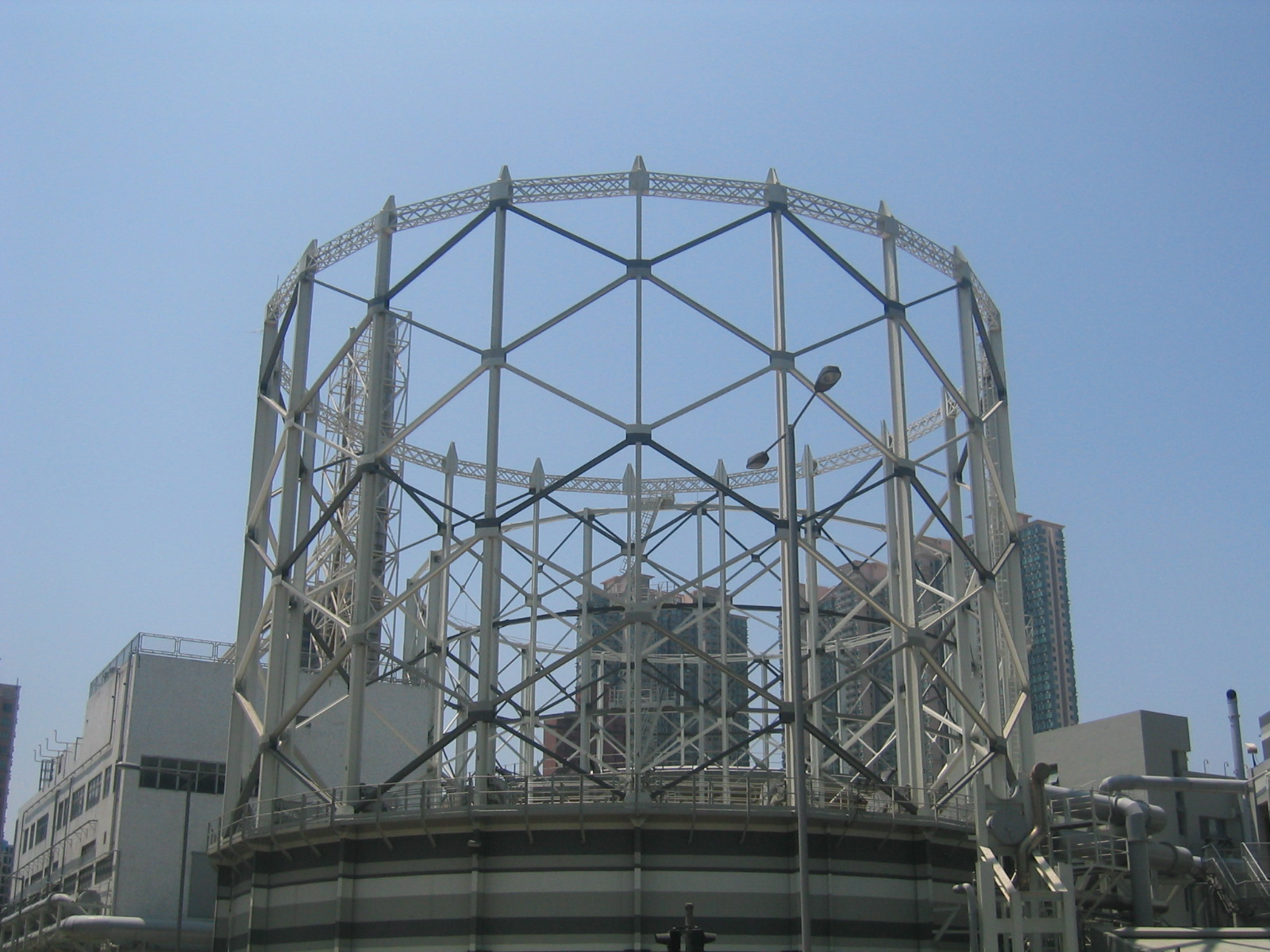
馬頭角工場のガスタンク

香港中華ガス（ホンコンちゅうかガス、英語: Hong Kong and China Gas、中国語: 香港中華煤氣、ブランド：Towngas、タウンガス）は、香港大手都市ガス上場企業である。1862年に創業し、今は恒基兆業グループ傘下会社である。主に香港におけるガスの生産・輸送・販売を殆ど独占経営している。その他、水道事業や環境に関するエネルギー事業などに従事している。